# 卡羅琳娜·普羅琴科
卡羅琳娜·米科拉耶芙娜‧普羅琴科（烏克蘭語：Кароліна Миколаївна Проценко，羅馬化：Karolina Mykolayivna Protsenko，羅馬化：Karolina Nikolajevna Procenko，2008年10月3日—）是一位烏克蘭裔美國小提琴家、街頭表演者。

## 個人背景
卡羅琳娜·普羅琴科於2008年10月3日生於烏克蘭基輔一個音樂世家，父親尼古拉（Миколай）在蘇聯時代的烏克蘭出生，是一名結他手；母親艾拉（Елла）則在俄羅斯出生，是一位鋼琴演奏家。2015年跟隨父母移居美國，於同年開始學習小提琴並接受古典音樂訓練。
普羅琴科是一位素食主義者。雖然她生於烏克蘭，但她只會說俄語及英語。她目前計劃將街頭表演所賺來的錢用作大學學費，以及舉辦音樂會。

## 職業生涯
於2017年中開始，普羅琴科於加州聖莫尼卡 （Santa Monica）第三步行街開始街頭表演生涯，並於2018年9月開始將表演上傳至YouTube。很快，她便籍著富有活力、動人心弦的表演而聲名大噪，截止2022年已有767萬訂閱、十億點擊率。2018年，她發行個人第一張專輯《My Dream》，收錄由她用小提琴重新演譯的12首流行歌曲。她又曾經和很多知名音樂家、藝人合作，例如薩克斯演奏家丹尼爾‧維塔利（Daniele Vitale）等等。2020年因為疫情而有一段時間在家中直播表演。
普羅琴科偶爾也受邀出席慈善活動，例如2018年的Operation Walk Annual Gala、2019年Faerieworlds等。她亦曾經登上電視節目《艾倫秀》、《姬莉·格遜秀》以及《The Access LIVE》。

## 音樂作品
以下內容均來自Spotify以及其官網介紹。

### 專輯
- 2018年《My Dream》
- 2018年《Fly》
- 2019年《Sunflower》
- 2019年《Sky》
- 2022年《Finally Together》ft.丹尼爾‧維塔利（Daniele Vitale）

## 影視作品
- 2020年電影《失明》（Sightless）飾 年輕的艾倫（uncredited）

## 外部連結
- 官方网站（英文）
- YouTube上的卡羅琳娜·普羅琴科頻道
- YouTube上的卡羅琳娜·普羅琴科第2頻道 （页面存档备份，存于）
- YouTube上的卡羅琳娜·普羅琴科第3頻道 （页面存档备份，存于）

- 卡羅琳娜·普羅琴科的Facebook專頁
- 卡羅琳娜·普羅琴科的Instagram帳戶
- 卡羅琳娜·普羅琴科的X（前Twitter）

- YouTube上的普羅琴科家庭頻道